# Parafia św. Mateusza w Opalenicy
Parafia Świętego Mateusza w Opalenicy – rzymskokatolicka parafia w Opalenicy przynależąca do dekanatu bukowskiego archidiecezji poznańskiej.  
Jej główną świątynia jest kościół pw. św. Mateusza w Opalenicy. Posiada kaplice filialne w Rudnikach i w Urbanowie. W latach 1946–1980 jej kościołem filialnym był również kościół pw. św. Józefa w Opalenicy.

## Historia
Parafii opalenickiej nie wymienia jeszcze dokument biskupa poznańskiego Andrzeja Zaremby z roku 1298, który wylicza miejscowości będące siedzibami parafii. Wieś Opalenycza wymieniona jest po raz pierwszy w roku 1393, natomiast dokument z roku 1394 wzmiankuje już imię pierwszego plebana opalenickiego, którym był Mikołaj Lipa, syn Wojsława z Grodziska Wielkopolskiego. Nie zachował się dokument  erekcyjny, a tylko nadanie dodatkowego uposażenia dla parafii, którego dokonał Ticz Bar w roku 1401. Początkowo parafia należała do dekanatu zbąszyńskiego, a w roku 1510 została przyłączona do dekanatu grodziskiego. Natomiast 15 czerwca 1979 arcybiskup Jerzy Stroba zreorganizował sieć dekanalną i przyłączył Opalenicę do dekanatu bukowskiego.
Obecny kościół gotycki został wybudowany w XVI wieku, następnie przebudowywany w latach 1620, 1841 i 1927–1928.

## Proboszczowie i administratorzy (komendarze)[3]
- 1394 Mikołaj Lipa (Leype), syn Wojsława z Grodziska
- 1401 Mikołaj Lipa (Leype), syn Wojsława z Grodziska
- 1407 Jan
- 1408–1409 Mikołaj
- 1428 Mirosław z Bytynia (Bytyński)
- 1431 Mikołaj
- 1434 Jakub
- 1444 Jakub (magister)
- 1453 Maciej
- 1479–1504 Piotr z Niemierzyc (Niemierzycki)
- ?–1520 Jan
- 1583–1586 Jan Zolicki
- 1607–1614 Jan z Buku
- 1614–1629 Maciej z Krobi
- 1629–1634 Kilian Radowicz (lub Redowicz), później proboszcz we Lwówku i dziekan dekanatu lwóweckiego.
- 1634–1664 Maciej Śmiglecki (ze Śmigla)
- 1664–1676 Wojciech Karpiewicz
- 1676–1688 Piotr Paweł Hoffmann
- 1688–1697 Franciszek Ignacy Grylewicz
- 1697–1729 Stanisław Pawlicki
- 1729–1732 Stefan Lisiecki
- 1732–1740 Gabriel Xawery Białkowski
- 1740–1761 Marcin Białkowski
- 1762–1780 Ludwik Szachowicz
- 1780–1787 Mateusz Zymchanowski
- 1787–1800 Tomasz Grocholski
- 1800–1813 Udalryk Hochhaus OFMBern[4]
- 1814–1828 Eustachy Koźmiński
- 1828–1829 Maciej Całka (komendarz)
- 1829–1861 Jakub Badurski
- 1862–1888 Wacław Karwowski
- 1889–1914 Antoni Gustowski
- 1915–1936 Mieczysław Chudziński
- 1936–1940 Teodor Zimoch
- 1945–1946 Jan Kasiewicz (administrator)
- 1946–1980 Teofil Dals
- 1980–1985 Henryk Rękoś[5]
- 1985–2024 Antoni Lorenz
- 2024– Krzysztof Wróbel

## Duchowni pochodzący z parafii
- Andrzej Sikuta z Opalenicy - biskup pomocniczy gnieźnieński.
- Jakub Badurski
- Kazimierz Badurski
- Mikołaj Badurski